# Терре-Гот
Терре-Гот (англ. Terre Haute) — місто (англ. city) в окрузі Віго, штат Індіана, США. Населення — 58 389 осіб (2020).
Розташоване на федеральній трасі, має велику кількість готелів різного рівня та інших закладів, розрахованих на проїжджих туристів. Однак завдяки розвиненій промисловості місто приваблює людей бізнесу. Наприклад, у Терре-Гот розташовується завод з виробництва автомобільних запчастин. Також відоме як місце, де вперше була придумана скляна пляшка Кока-Коли.
У Терре-Гот також розташована в'язниця, де утримуються засуджені до смертної кари федеральними судами; тут же вироки приводяться у виконання. Терорист Тімоті Маквей був страчений в цій в'язниці.

## Географія
Терре-Гот розташований за координатами 39°27′56″ пн. ш. 87°22′33″ зх. д. / 39.46556° пн. ш. 87.37583° зх. д. (39.465542, -87.375924). За даними Бюро перепису населення США в 2010 році місто мало площу 91,35 км², з яких 89,45 км² — суходіл та 1,90 км² — водойми.

### Клімат
| Клімат : Терре-Гот      | Клімат : Терре-Гот | Клімат : Терре-Гот | Клімат : Терре-Гот | Клімат : Терре-Гот | Клімат : Терре-Гот | Клімат : Терре-Гот | Клімат : Терре-Гот | Клімат : Терре-Гот | Клімат : Терре-Гот | Клімат : Терре-Гот | Клімат : Терре-Гот | Клімат : Терре-Гот | Клімат : Терре-Гот |
| Показник                | Січ.               | Лют.               | Бер.               | Квіт.              | Трав.              | Черв.              | Лип.               | Серп.              | Вер.               | Жовт.              | Лист.              | Груд.              | Рік                |
| Абсолютний максимум, °C | 20,6               | 24,4               | 30,0               | 31,7               | 37,2               | 42,2               | 42,8               | 38,9               | 40,0               | 34,4               | 27,8               | 23,3               | 42,8               |
| Середній максимум, °C   | 3,4                | 5,8                | 12,5               | 18,8               | 24,3               | 29,3               | 31,1               | 30,4               | 27,1               | 20,4               | 12,7               | 5,3                | 18,4               |
| Середня температура, °C | −1,8               | 0,2                | 6,4                | 12,4               | 17,8               | 22,9               | 24,8               | 23,9               | 19,8               | 13,1               | 6,7                | 0,1                | 12,2               |
| Середній мінімум, °C    | −7,1               | −5,4               | 0,2                | 6,1                | 11,3               | 16,6               | 18,6               | 17,4               | 12,6               | 5,9                | 0,7                | −5,1               | 6,0                |
| Абсолютний мінімум, °C  | −31,1              | −28,9              | −22,2              | −8,3               | −1,7               | 2,2                | 5,0                | 5,6                | −2,8               | −7,2               | −17,2              | −30                | −31,1              |
| Норма опадів, мм        | 65                 | 65                 | 86                 | 116                | 131                | 114                | 117                | 83                 | 83                 | 89                 | 93                 | 78                 | 1119               |
| Днів з опадами          | 9,1                | 8,7                | 10,6               | 12,2               | 11,2               | 9,7                | 9,5                | 8,2                | 7,9                | 9,0                | 10,4               | 9,3                | 115,8              |
| Днів зі снігом          | 3,3                | 1,6                | 0,9                | 0,1                | 0                  | 0                  | 0                  | 0                  | 0                  | 0                  | 0,3                | 1,8                | 8,0                |
| ----------------------- | ------------------ | ------------------ | ------------------ | ------------------ | ------------------ | ------------------ | ------------------ | ------------------ | ------------------ | ------------------ | ------------------ | ------------------ | ------------------ |
| Джерело: NOAA           |                    |                    |                    |                    |                    |                    |                    |                    |                    |                    |                    |                    |                    |

## Демографія
За переписом 2010 року, у місті мешкало 60 785 осіб у 22 645 домогосподарствах у складі 12 646 родин. Густота населення становила 665 осіб/км².  Було 25518 помешкань (279/км²).
Расовий склад населення:
| - 83,5 % — білих - 10,9 % — чорних або афроамериканців - 1,4 % — азіатів - 0,4 % — корінних американців |

До двох чи більше рас належало 2,9 %. Частка іспаномовних становила 3,1 % від усіх жителів.
За віковим діапазоном населення розподілялося таким чином: 20,0 % — особи молодші 18 років, 67,4 % — особи у віці 18—64 років, 12,6 % — особи у віці 65 років та старші. Медіана віку мешканця становила 32,7 року. На 100 осіб жіночої статі у місті припадало 106,8 чоловіка;  на 100 жінок у віці від 18 років та старших — 107,0 чоловіків також старших 18 років.
Середній дохід на одне домашнє господарство  становив 43 840 доларів США (медіана — 31 817), а середній дохід на одну сім'ю — 54 352 долари (медіана — 42 110). Медіана доходів становила 35 928 доларів для чоловіків та 30 157 доларів для жінок. За межею бідності перебувало 27,4 % осіб, у тому числі 37,0 % дітей у віці до 18 років та 9,9 % осіб у віці 65 років та старших.
Цивільне працевлаштоване населення становило 24 675 осіб. Основні галузі зайнятості: освіта, охорона здоров'я та соціальна допомога — 29,1 %, роздрібна торгівля — 13,5 %, виробництво — 13,0 %, мистецтво, розваги та відпочинок — 12,8 %.

## Освіта
У місті розташовані Індіанський університет та Технологічний інститут Роуза-Голмана.

## Персоналії
- Теодор Драйзер (1871 — 1945) — американський письменник і громадський діяч.
- Мік Марс[en] — гітарист американської рокгурту «Mötley Crüe».